# Franz Skarbina

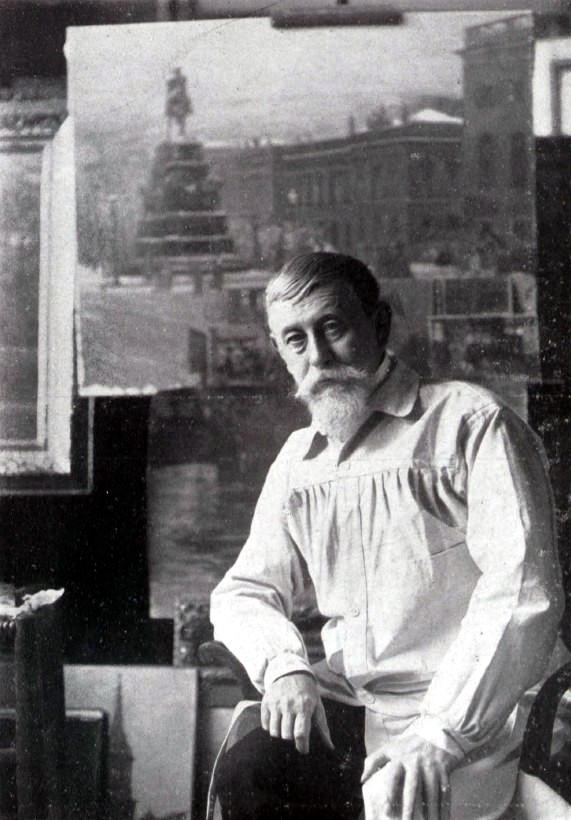
Franz Skarbina fotografiert von Marta Wolff (1909)

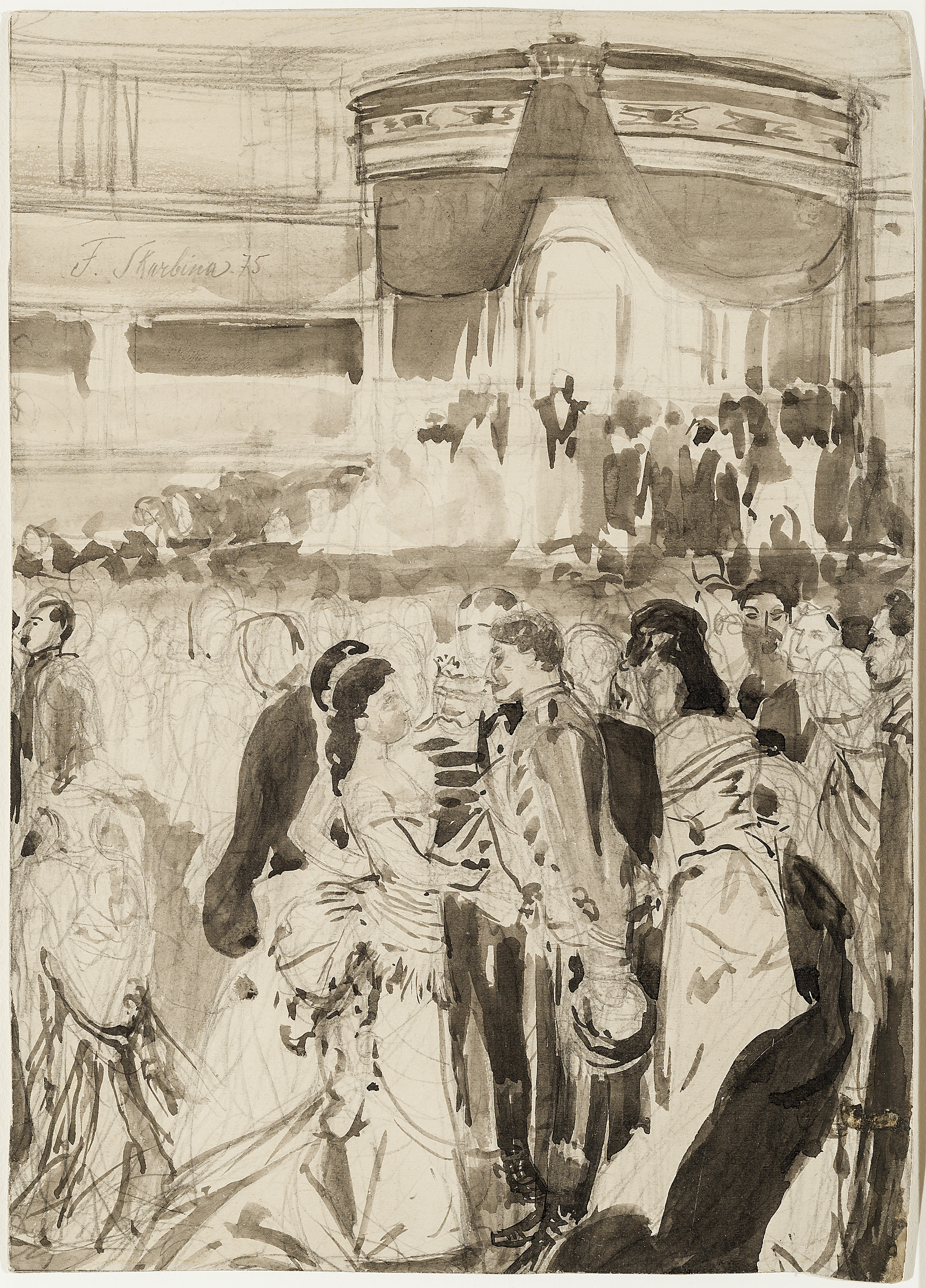
Der Opernhausball, 1875

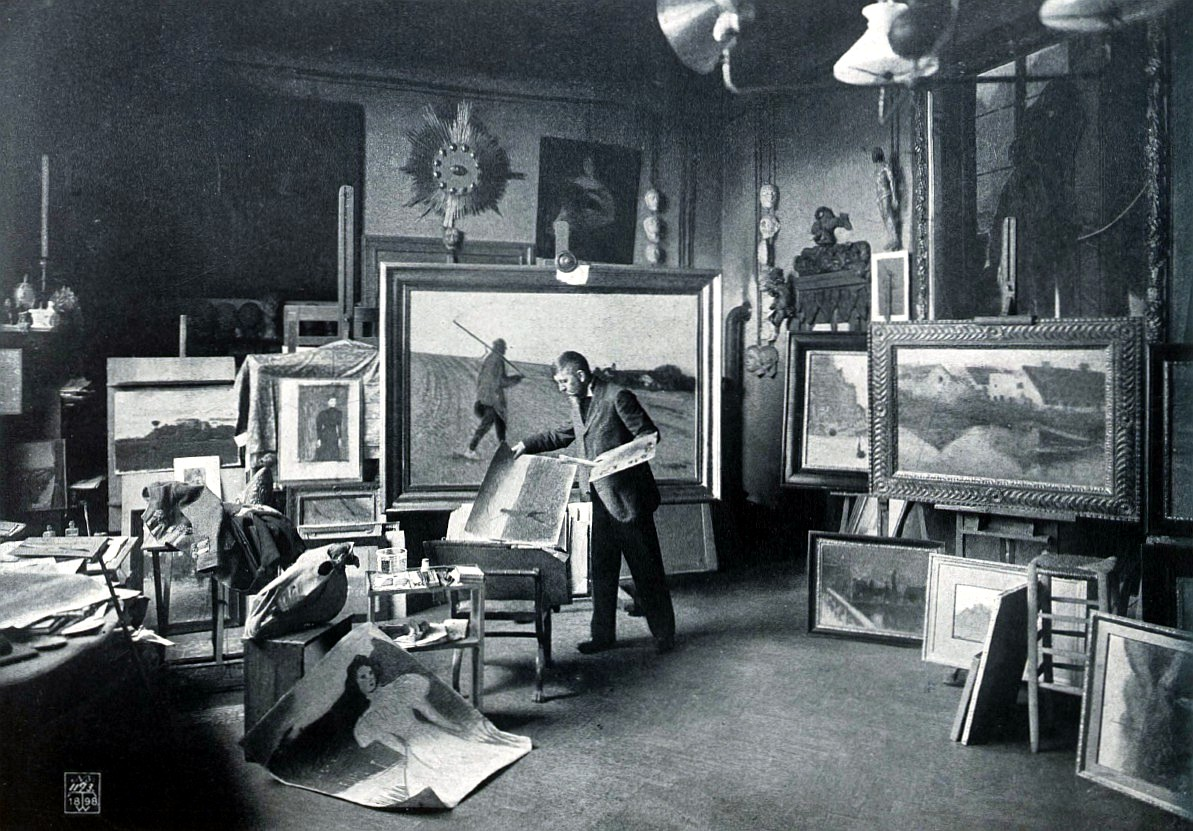
Franz Skarbina in seinem Atelier 1898

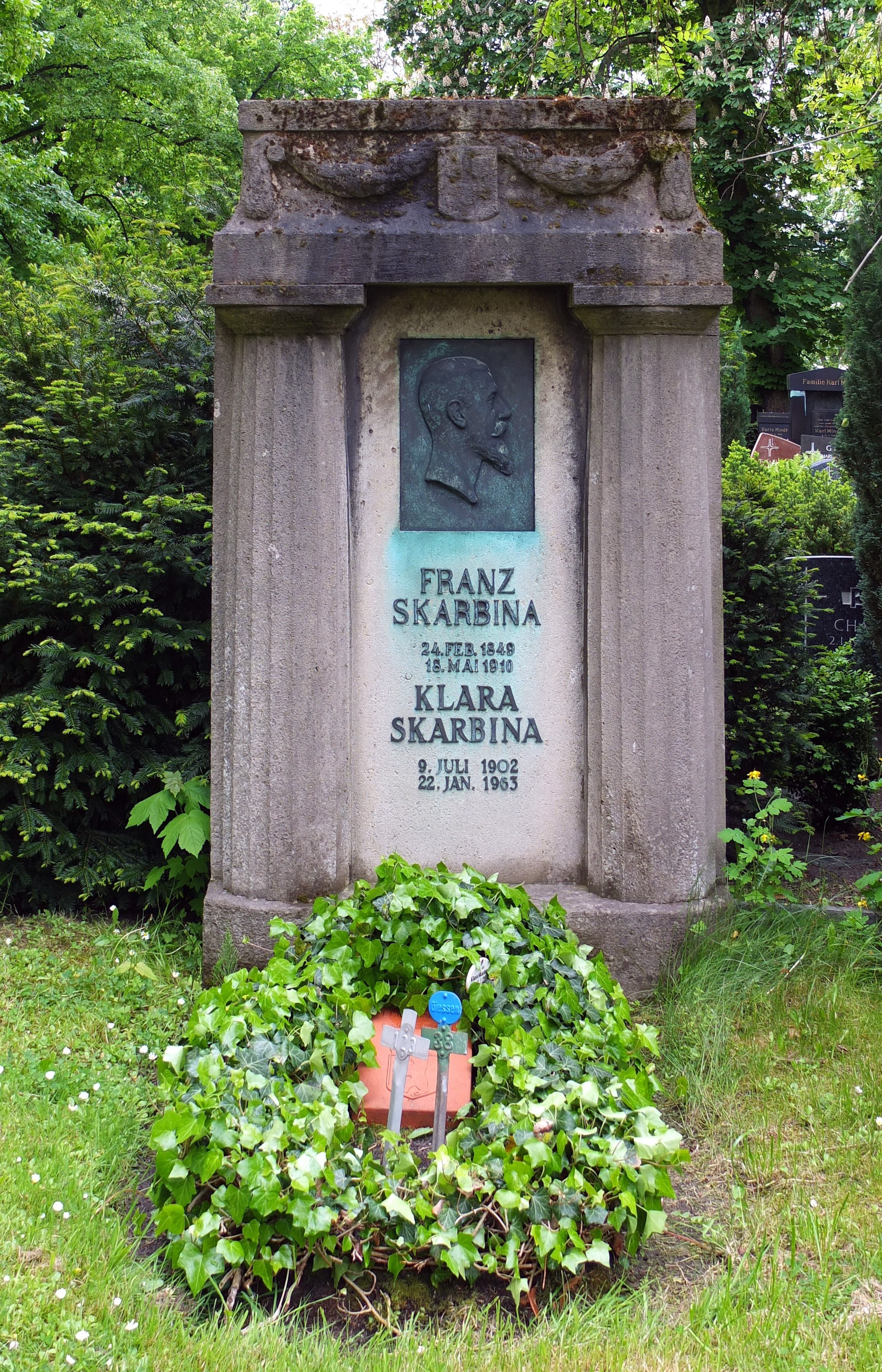
Grab von Franz Skarbina; heute ein Ehrengrab des Landes Berlin

Franz Skarbina (* 24. Februar 1849 in Berlin; † 18. Mai 1910 ebenda) war ein Maler des deutschen Impressionismus, Zeichner, Radierer und Illustrator.

## Leben

### Jugend und Ausbildung
Franz Skarbina wurde als Sohn des Goldschmieds Nikolaus Skarbina aus Agram, dem heutigen Zagreb, und der Henriette Eleonore Kayser, Tochter eines Wappenmalers im Haus Spittelmarkt 11/12 in Berlin geboren. In den Jahren 1865–1869 studierte er an der Akademie der Bildenden Künste in Berlin.

### Studienreisen
Nach zwei Jahren Hauslehrertätigkeit (1869–1871) bei den Töchtern des Grafen Friedrich von Perponcher-Sedlnitzky (preußischer Generalmajor à la suite, bis 1888 Oberhofmarschall des Kaisers, dann Oberstgewandkämmerer) ging Franz Skarbina auf Reisen nach Dresden, Wien, Venedig, München, Nürnberg und Meran. 1877 machte Skarbina Studienreisen nach Holland, Belgien und Frankreich, hielt sich lange in Paris auf und malte hier unter dem Einfluss der französischen Impressionisten bewegte Szenen auf Großstadtstraßen, in Vergnügungslokalen, Theatern und an Seestränden.

### Paris
Ab 1882 lebte Franz Skarbina in Paris und beteiligte sich ab 1883 an Ausstellungen im Pariser Salon. Auch 1885/1886 war er ein Jahr in Paris mit Studienaufenthalten u. a. in Nordfrankreich, Belgien, Holland. Hier hatte er seine wohl größte Schaffenszeit.

### Berlin
Eigene Ateliers unterhielt Franz Skarbina in der Prinzenstraße 21 (1869) und Leipziger Platz 3 (1880). Ab Februar 1893 hatte er Atelier und Wohnung in der Königin-Augusta-Straße 41. Dort wohnte auch sein Schüler Paul Hoeniger. 1878 wurde er Hilfslehrer an der Akademie, 1881 lehrte er Anatomisches Zeichnen und Proportionslehre an der Unterrichtsanstalt des Kunstgewerbemuseums Berlin.
1888 wurde Franz Skarbina an der Akademie für Bildende Künste ordentlicher Professor. 1889 nahm er an der Jubiläumsausstellung zum 100. Jahrestag der Französischen Revolution teil. 1892 wurde er zum Mitglied der Künstlerakademie gewählt und 1904 sogar in deren Senat berufen. 1893 legte er allerdings sein Lehramt nieder, nachdem es in der Folge des „Fall Munch“ zu Differenzen mit Anton von Werner gekommen war.
Im Jahr 1892 gehörte er zusammen mit Max Liebermann und Walter Leistikow zu den Gründern der Gruppe der Elf in Berlin, wo es im gleichen Jahr bei einer Munch-Ausstellung zum Skandal kam. 1893 hielt er sich wieder in Nordfrankreich und Holland auf. 1895 wurde er Aufsichtsratsmitglied der Zeitschrift Pan.
Er war im Jahr 1898 Mitbegründer der Berliner Secession und trat 1902 mit 15 weiteren Künstlern aus, darunter Oskar Frenzel, Max Uth und Max Schlichting. Skarbina kehrte zum Verein Berliner Künstler zurück und erhielt auch offizielle Aufträge. Ebenfalls 1898 wurde er Korrespondierendes Mitglied der Wiener Secession und nahm dort Ausstellungsmöglichkeiten wahr. Ab 1898 war Franz Skarbina im Auftrag von Ludwig Stollwerck Mitglied der Jury zur Bewertung von Entwürfen aus Preisausschreiben für Stollwerck-Sammelbilder und -Sammelalben. Weitere Preisrichter waren Emil Doepler d. J., Woldemar Friedrich und Bruno Schmitz aus Berlin sowie ein Teilhaber der Firma Stollwerck.
Franz Skarbina verstarb am 18. Mai 1910 im Alter von 61 Jahren in seiner Wohnung in der Königin-Augusta-Straße 41 an einem akuten Nierenleiden, das erst acht Tage zuvor aufgetreten war. Sein Grab befindet sich auf dem Alten Friedhof der St.-Jacobi-Kirchengemeinde in Berlin-Neukölln direkt am Hermannplatz im Feld JCI-545. Sein Grabstein ist geschmückt mit einem Porträtrelief Skarbinas, das der Bildhauer Martin Schauß anfertigte.

Franz Skarbina zeichnete sich zeitlebens durch einen ausgeprägten Realitätssinn aus, weshalb seine künstlerische Entwicklung vor allem durch den Realisten Adolph Menzel beeinflusst wurde. Populär wurde Skarbina seinerzeit durch ein Bild der Kundgebungen vor dem Berliner Stadtschloss nach der Reichstagswahl vom 6. Februar 1907.

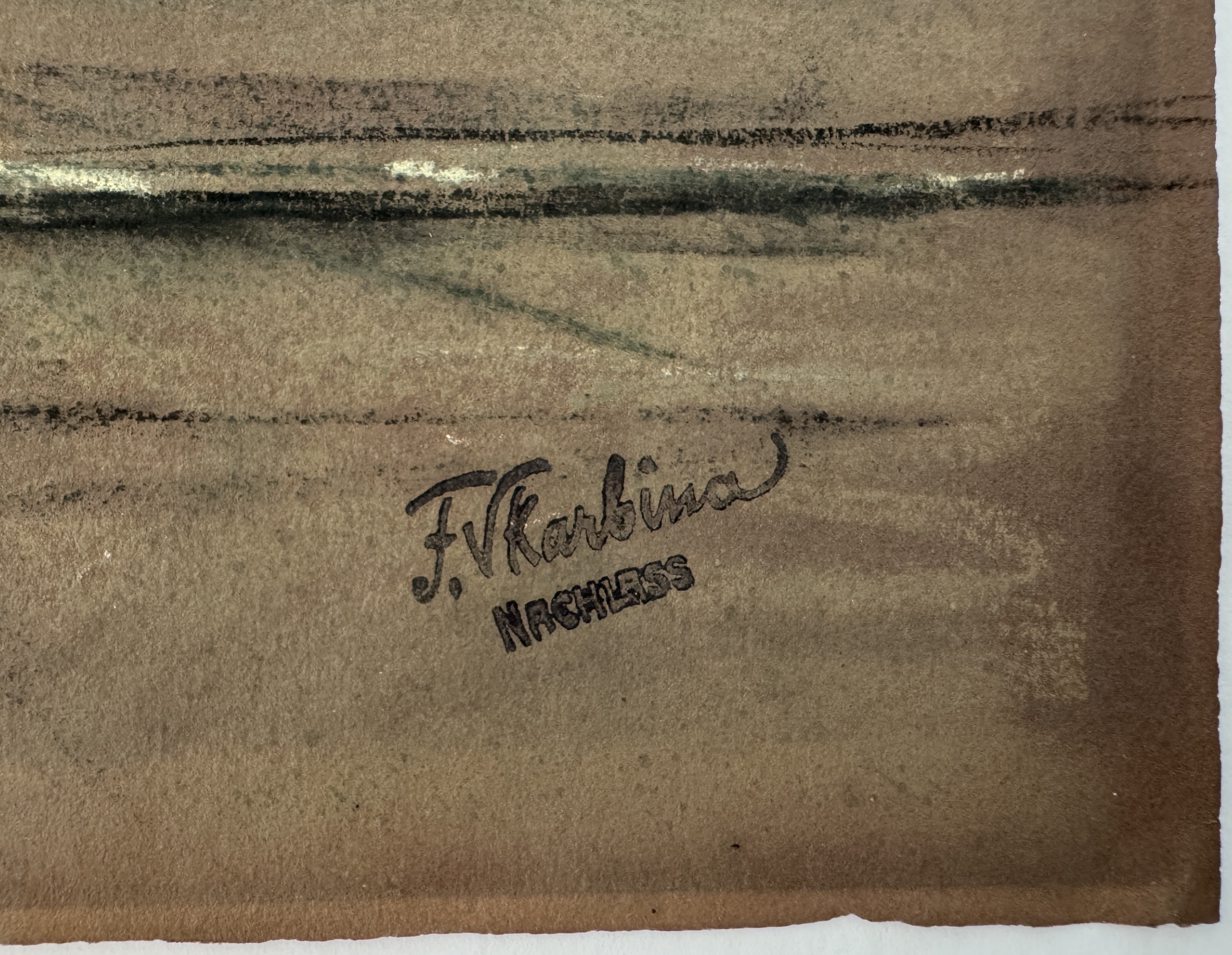
Franz Skarbina, Nachlassstempel (nach 1910)

Bereits 1910 wurden Werke aus dem Nachlass von Franz Skarbina in einer Gedächtnisausstellung in der Königlichen Akademie der Künste in Berlin zum Verkauf angeboten (zusammen mit Werken von Joseph Maria Olbrich 1867–1908). Eine weitere Ausstellung aus dem Nachlass von Franz Skarbina fand im Januar 1911 im Künstlerhaus in Berlin statt.
Nach Angaben der Schwägerin seines Neffen, Helmut Skarbina, sind die letzten unverkauften Werke aus dem Nachlass des Künstlers im Zweiten Weltkrieg verbrannt. Die erhaltenen Werke sind heute über die ganze Welt verstreut. Auch zahlreiche deutsche Museen besitzen Werke des Künstlers.

## Werke (Auswahl)
- 1872 Hotel de Rome

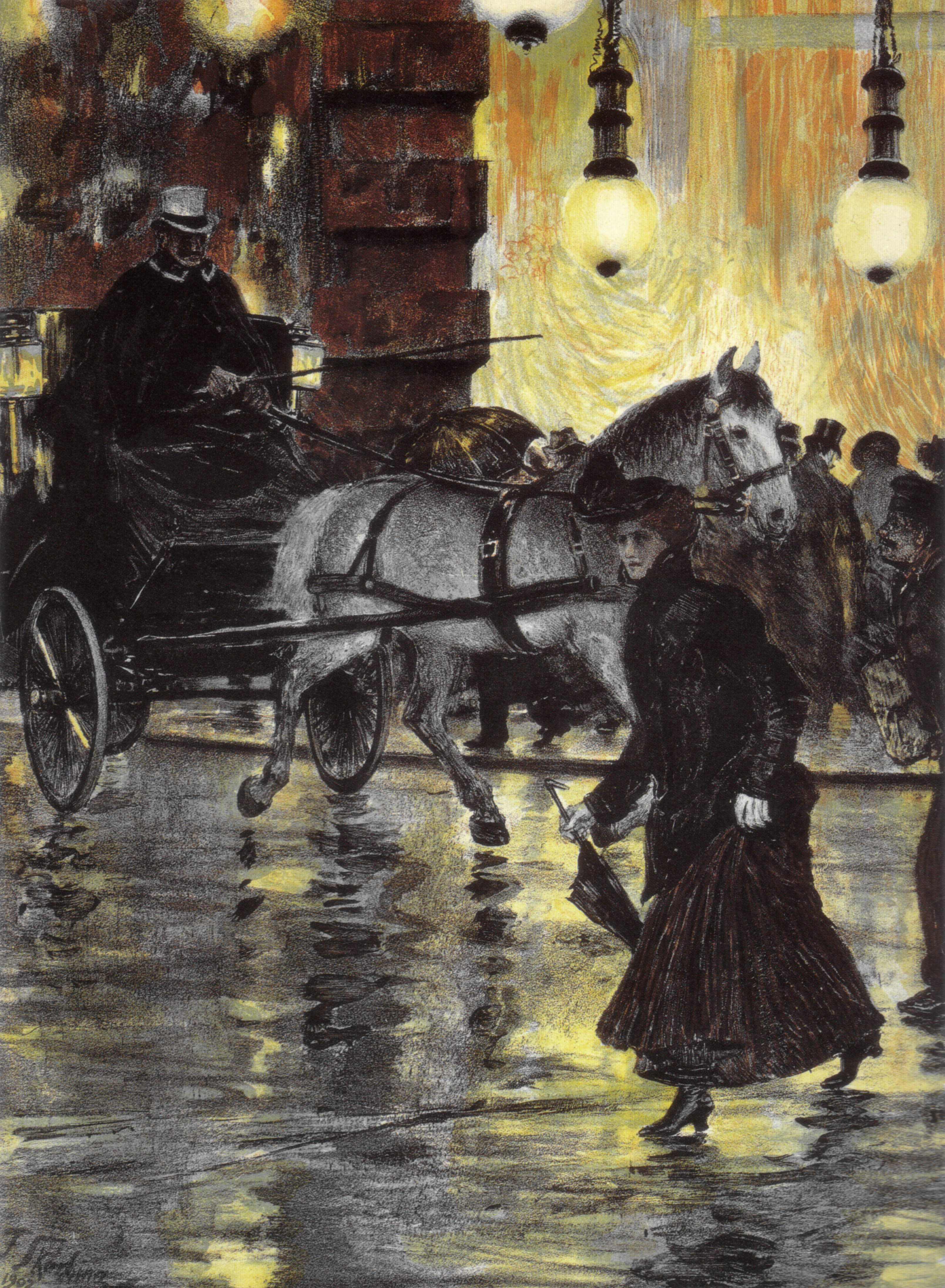
Franz Skarbina: Friedrichstraße in Berlin an einem regnerischen Abend 1902

- 1878 Ein Erwachen – Erwachen eines scheintoten Selbstmörders in der Anatomie
- 1885 Hinter dem Nollendorfplatz
- 1886 Französischer Nationalfeiertag am 14. Juli in Paris
- 1887 Blick aus dem Eckfenster vom Kaiser
- 1890 Blick auf den Belle-Alliance-Platz vom Halleschen Tor aus
- 1891 Der Bäckergang in Hamburg
- 1892 Der Weihnachtsmarkt in Berlin
- 1895 Ein Winterspaziergang
- 1899 Braunkohlenwerk in Clettwitz (Lausitz)
- 1900 Bilderserie „Aus der Großstadt“ für Stollwerck
- 1902 Friedrich der Große mit seinen Windspielen in Sanssouci
- 1902 Die Friedrichstraße in Berlin
- 1904 Die Böhmische Kirche in Berlin
- 1906 Professor von Bergmann während einer Augenoperation
- 1910 Gendarmenmarkt in Berlin

## Auszeichnungen und Ehrungen
Skarbina erhielt etliche Auszeichnungen wie z. B.
- Kleine Goldene Medaille der Internationalen Kunstausstellung in Berlin (1891)
- Große Goldene Medaille der Großen Berliner Kunstausstellung (1905)

Eine Straße im Berliner Ortsteil Lichtenrade wurde nach ihm benannt.

## Ausstellungen
- Pariser Salon (ab 1883)
- Wiener Secession (1898. 1899, 1906) u. a. „Der Schnitter“, „Wenn die Nachtigallen singen“, „Der reitende Schutzmann“, „Der Feuerwehrmann“, „Abends am Wasser“; „Das Gesicht Christi“, „Stadtmühle“, „Im  Garten“, „Abends im Städtchen“, „Schleifbahn“, „Ziehende Wolken“, „Böhmische Kirche“, „Geflügelhandlung“, „Droschke im Schnee“, „Die alte Paddengasse“, „Villa im Tiergarten“, „Rauhreif“, „Gendarmenmarkt“, „Spreestraße“, „Belle-Alliance-Platz“, „Mohrenkolonnaden“[4]
- Berliner Secession (1899, 1900, 1901)
- Akademie der Bildenden Künste in Berlin (ab 1902)
- Gedächtnisausstellung in Berlin (September bis November 1910)
- Berliner Bröhan-Museum (1995)[5]

## Galerie

Buchillustration zu Stindes Die Opfer der Wissenschaft (1879)
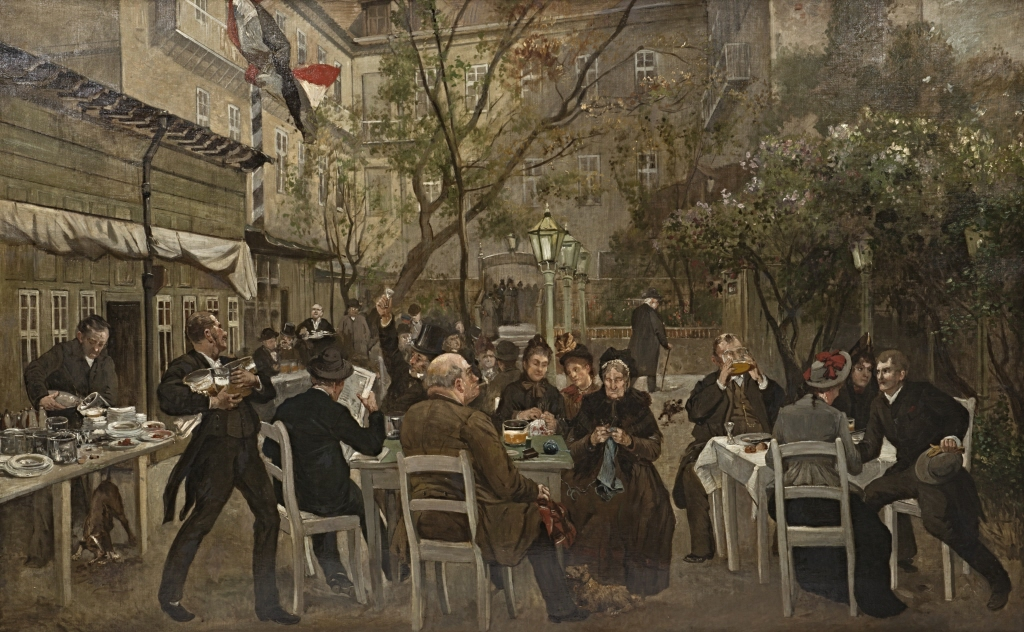
Weißbierausschank im Hinterhofgarten der Berliner Weißbierbrauerei Gabriel & Jäger (um 1887), Berlinische Galerie, Berlin
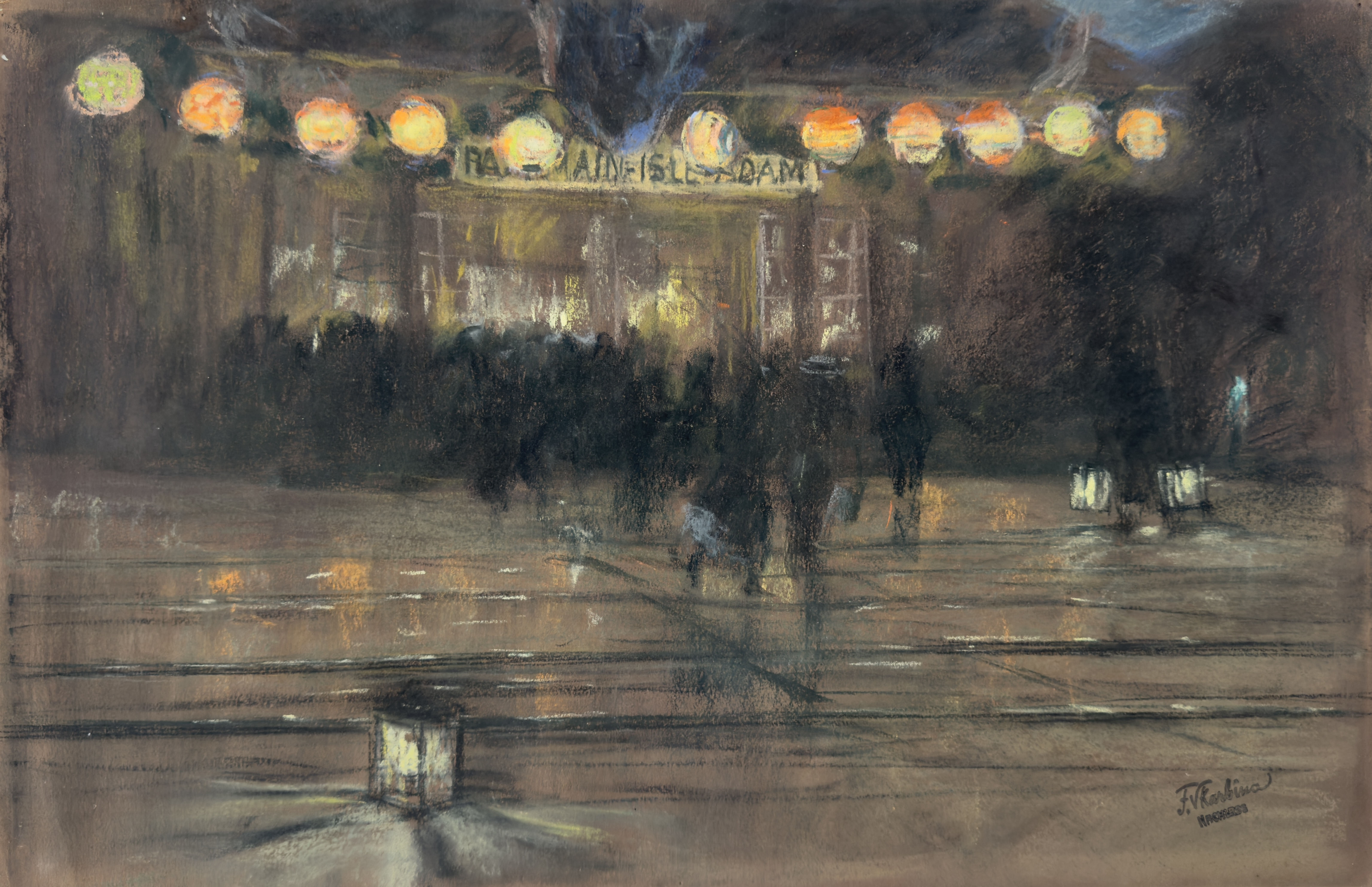
Pariser Straßenszene bei Nacht (1882/83)
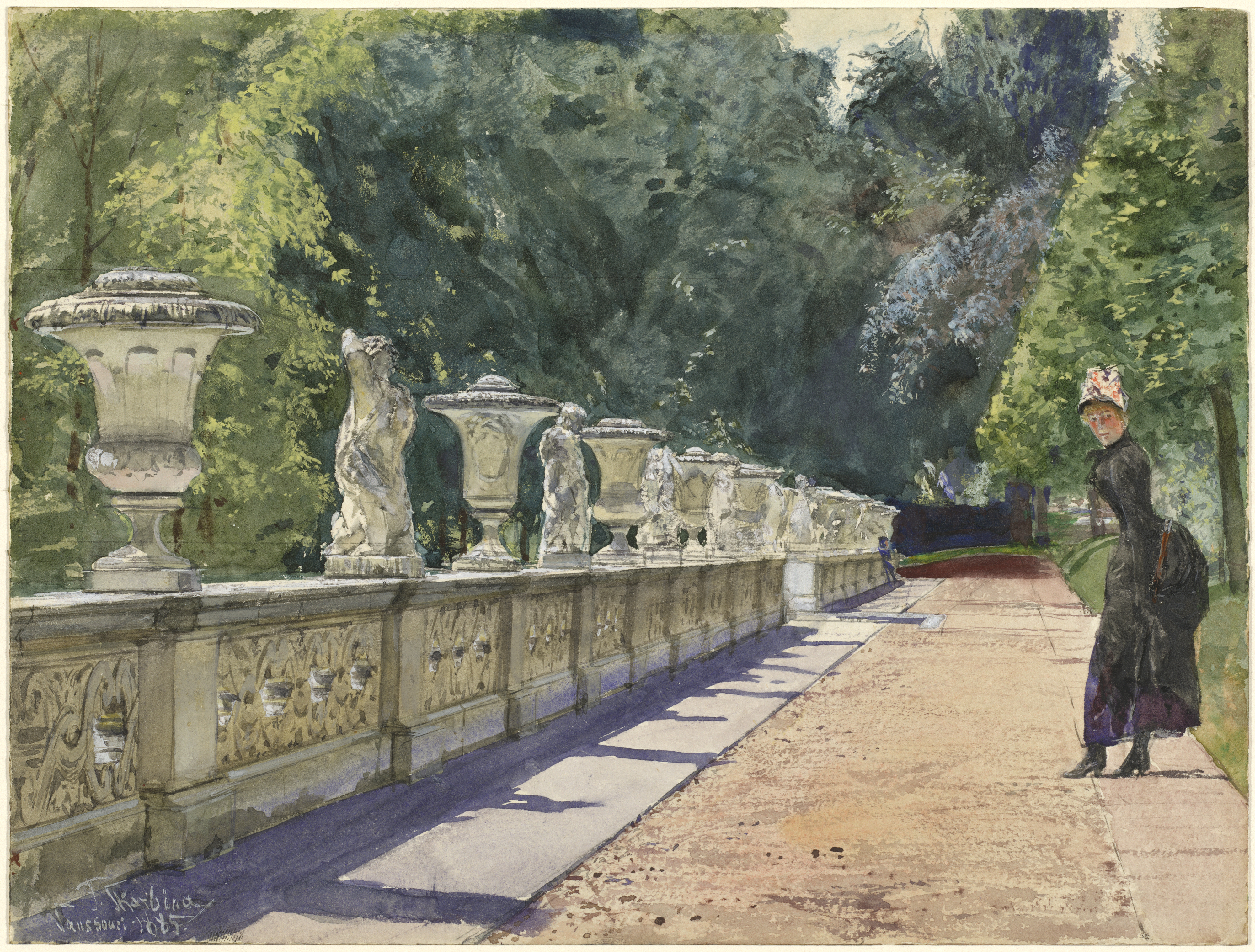
Promenade im Park von Sanssouci (1885), National Gallery of Art, Washington D.C.
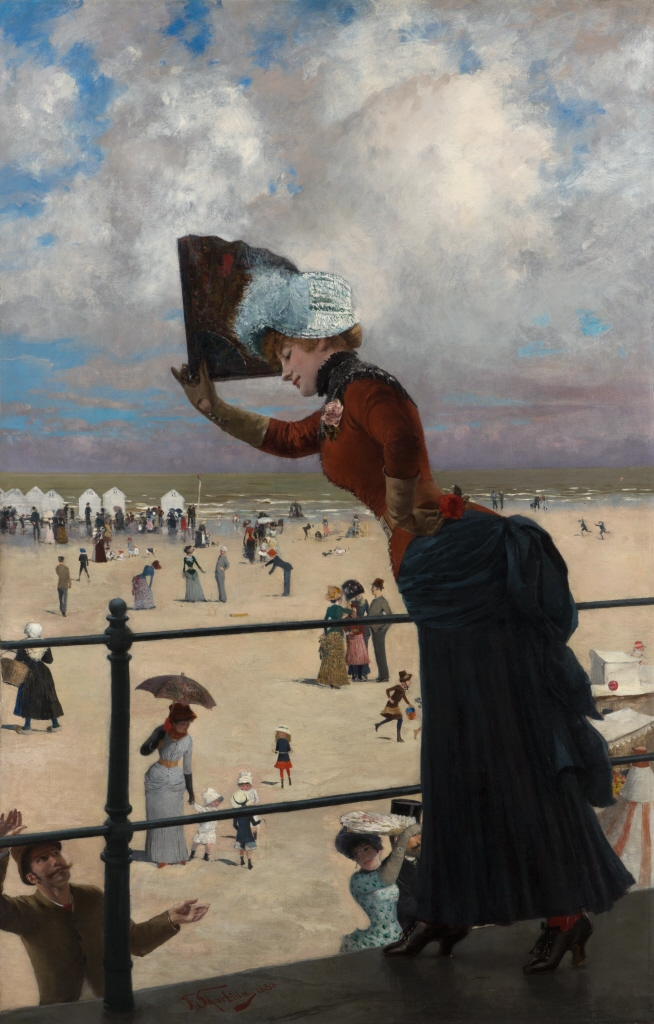
Dame auf der Wandelbahn eines Seebades (1883), Berlinische Galerie, Berlin
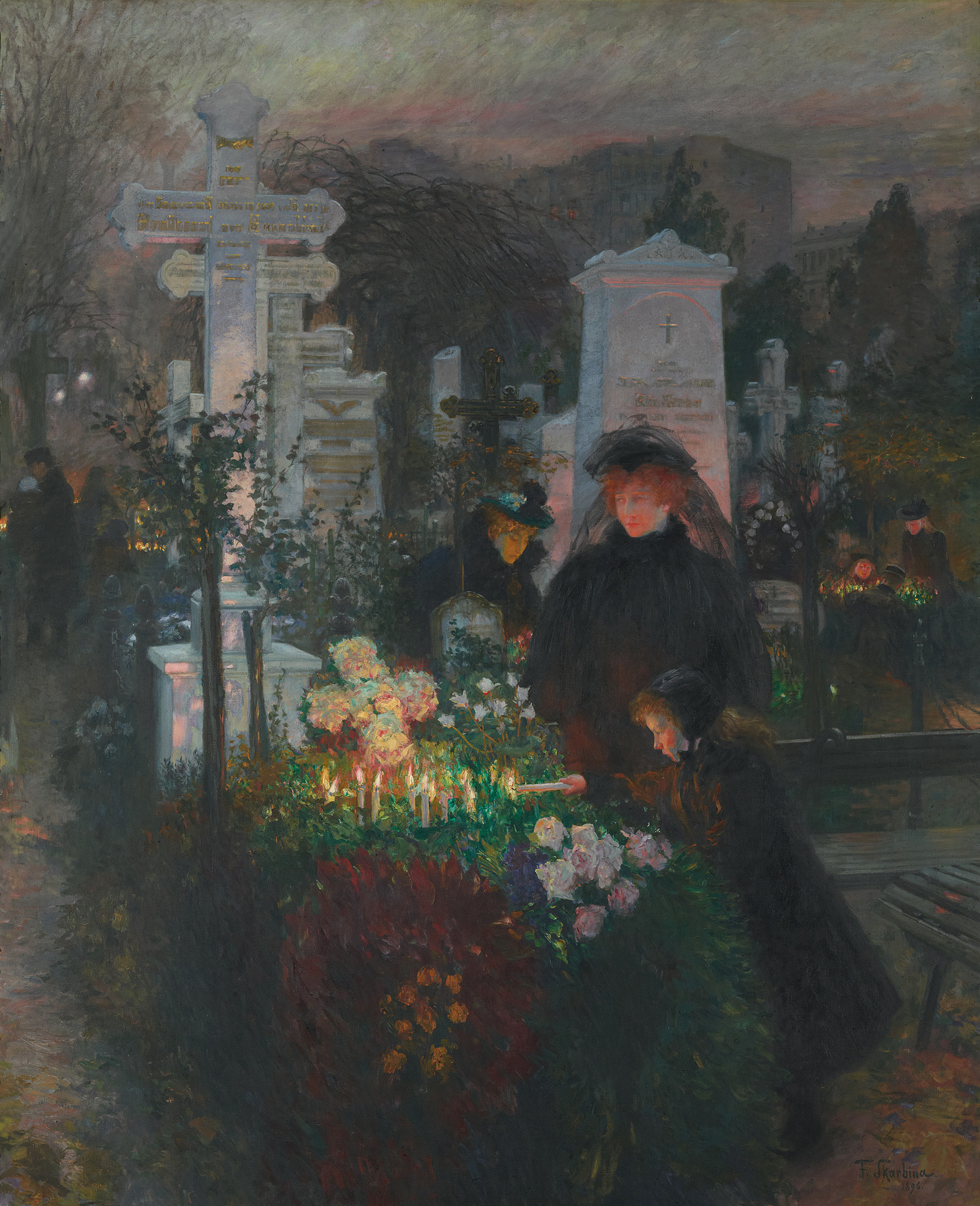
Allerseelentag (Hedwigskirchhof) (1896), Alte Nationalgalerie, Berlin
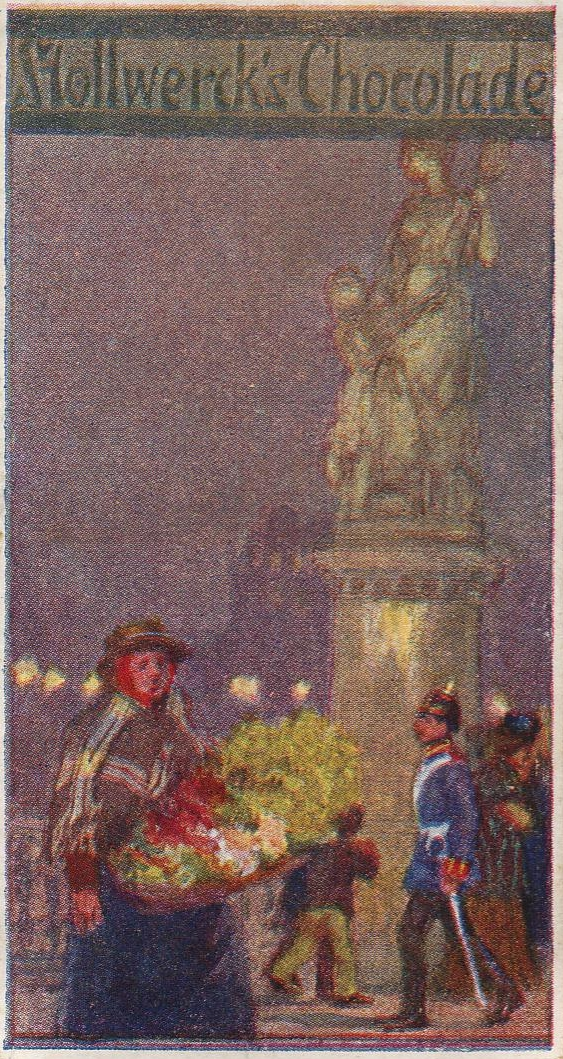
Die Blumenfrau am Halleschen Tor (1900)
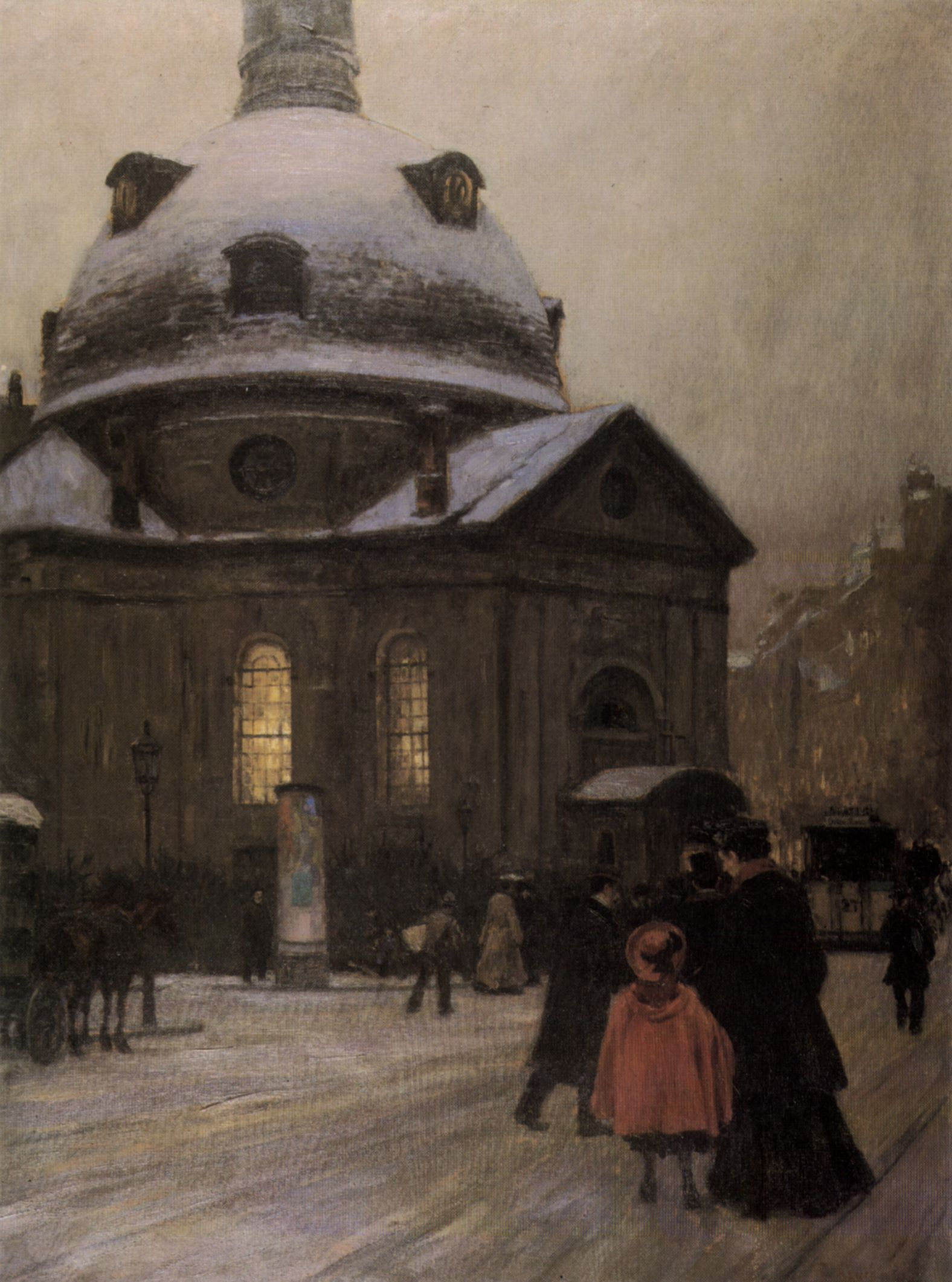
Böhmische Kirche am Heiligen Abend (um 1903), Stiftung Stadtmuseum Berlin